# Vanves
Vanves là một xã trong vùng đô thị Paris, thuộc tỉnh Hauts-de-Seine, vùng hành chính Île-de-France của nước Pháp, có dân số là 25.414 người (thời điểm 1999).

## Các thành phố kết nghĩa
- Lehrte, Đức